# Сива сврачка
Сива сврачка (Lanius excubitor) е името на най-едрия вид Сврачки (Lanius), срещащи се в България, на размери е голяма приблизително колкото Кос и тежи до 75 гр. Оперението ѝ е в сиво, черно и бяло. Няма изразен полов диморфизъм. Опашката е сравнително дълга. Човката ѝ има характерния за сврачките зъб в края на горната половина. Гласът ѝ е подобен на този на свраката, от където идва и името на семейството.

## Разпространение
Широко разпространена птица, среща се в Европа (включително и в България), Азия и Северна Америка. Навсякъде плътността на популацията ѝ е ниска. Обитава открити местности обрасли с храсти, по редки гори, покрайнини на блата и реки.

## Начин на живот и хранене
Живее поединично или по двойки. Може да бъде считана за хищник, тъй като размерите на плячката ѝ са сходни с тези на самата нея. Ловува дребни птици, като синигери, врабчета и дроздове, гризачи, влечуги, земноводни и едри насекоми.

## Размножаване
Моногамна птица. Гнездото строи най-често женската, понякога на височина от порядъка на 20 м в короната на някое дърво. То е изградено от по-груби клонки отвън и от по-меки и фини отвътре. Снася 5-6 светло зелени, напръскани с кафеникави петънца яйца. Мъти също предимно женската. Малките изхранват и двамата родители.

## Допълнителни сведения
В България е рядка птица, защитена от закона.